# Ruby Barker
Ruby Barker (Islington, Londres; 23 de diciembre de 1996) es una actriz británica conocida por interpretar a Marina en el drama de época de Netflix, Bridgerton. Fue premiada como Mejor actriz en el Festival de cine urbano británico de Londres por su papel protagónico en la película How to Stop a Recurring Dream (2020).

## Primeros años
Barker nació en Islington de padres de Irlanda y Montserrat. Se unió a su hermana Harriet en el sistema de cuidado de crianza justo después de su nacimiento y las dos fueron adoptadas. Barker pasó su primera infancia en Londres y Winchester antes de crecer en Glasgow hasta su adolescencia. Mientras vivía en Glasgow, tomó clases de fin de semana en la Escuela de danza Elizabeth Murray. Su primera experiencia como actriz fue en un anuncio de la RBS.
Sus padres finalmente se separaron y Barker se mudó a Church Fenton, un pueblo en el distrito de Selby de Yorkshire, con su madre y su madrastra. Asistió a la cercana escuela primaria Tadcaster. Planeaba estudiar Relaciones internacionales en la Escuela de economía de Londres después de tomarse un año sabático, pero decidió dedicarse al teatro dramático. Trabajó en el Museo nacional del ferrocarril de York mientras participaba en producciones teatrales locales.

## Carrera y vida personal
Barker interpretó a Mercy y Titivillus en la producción de Mankind del Centro Nacional de Música Antigua de 2015. Fue descubierta por el director de la Royal Shakespeare Company, Phillip Breen, quien la eligió como Mary en York Mystery Plays de 2016 y la ayudó a firmar con una agencia. Luego, Barker comenzó a aparecer en televisión, consiguiendo un papel recurrente como Daisie en la quinta temporada de la serie de fantasía adolescente Wolfblood de CBBC. En 2018, Barker interpretó a la soldado Sarah Findlay en la obra Of Close Quarters en los Sheffield Theatres.
En 2020, Barker comenzó a interpretar a Marina en el drama de época de Netflix, Bridgerton, producido por Shondaland. Hizo su debut cinematográfico junto a Lily-Rose Aslandogdu en la película de suspenso How to Stop a Recurring Dream. Por su actuación, recibió el premio a la Mejor actriz en el Festival de cine urbano británico de Londres. En 2022, Barker hizo su debut teatral en Londres en Running with Lions en el Lyric Theatre de Hammersmith. Tiene un próximo papel en la película de terror Baghead.
Barker fue hospitalizada en 2022 por razones de salud mental y afirmó que estuvo "realmente enferma durante mucho tiempo" y que tiene "todo este trauma intergeneracional acumulado dentro de ella". Fue dada de alta del hospital el 30 de mayo de 2022. Barker fue hospitalizada nuevamente en marzo de 2024.

## Filmografía
| Cine | Cine                          | Cine   | Cine  |
| Año  | Título                        | Rol    | Notas |
| ---- | ----------------------------- | ------ | ----- |
| 2020 | How to Stop a Recurring Dream | Yakira |       |
| 2024 | Baghead                       | Katie  |       |

| Televisión | Televisión | Televisión                          | Televisión             | Televisión    |
| Año        | Título     | Rol                                 | Notas                  | Ref.          |
| ---------- | ---------- | ----------------------------------- | ---------------------- | ------------- |
| 2017       | Wolfblood  | Daisie                              | 6 episodios            |               |
| 2017–2019  | Doctors    | Nina Hobbs / Shelley Williams       | 2 episodios            |               |
| 2020       | Cobra      | Georgia Nixon                       | Episodio: «Blackout 1» |               |
| 2020–2022  | Bridgerton | Marina Thompson / Lady Marina Crane | 9 episodios            | [ 19 ] [ 20 ] |

| Audio     | Audio              | Audio     | Audio                                    | Audio  |
| Año       | Título             | Rol       | Notas                                    | Ref.   |
| --------- | ------------------ | --------- | ---------------------------------------- | ------ |
| 2021–2022 | The Princess Bride | Buttercup | BBC Radio 4, obra de radio de dos partes | [ 21 ] |

| Teatro | Teatro             | Teatro                | Teatro              | Teatro                          | Teatro                 | Teatro |
| Año    | Título             | Rol                   | Director            | Teatro                          | Notas                  | Ref.   |
| ------ | ------------------ | --------------------- | ------------------- | ------------------------------- | ---------------------- | ------ |
| 2015   | Mankind            | Mercy / Titivillus    | Laura Elizabth-Rice | National Centre for Early Music |                        | [ 2 ]  |
| 2016   | York Mystery Plays | Mary                  |                     |                                 | Catedral de York, York | [ 22 ] |
| 2018   | Of Close Quarters  | Soldado Sarah Findlay | Kate Wasserberg     | Sheffield Theatres              |                        | [ 23 ] |
| 2022   | Running With Lions | Imani                 | Sian Carter         | Lyric Theatre                   |                        | [ 24 ] |

### Premios y nominaciones
| Galardón                            | Categoría                            | Obra                          | Resultado | Ref.   |
| ----------------------------------- | ------------------------------------ | ----------------------------- | --------- | ------ |
| British Urban Film Festival de 2020 | Mejor actriz                         | How To Stop A Recurring Dream | Ganadora  | [ 25 ] |
| Screen Actors Guild Awards de 2021  | Mejor reparto en una serie dramática | Bridgerton                    | Nominada  | [ 26 ] |